# Samuel
Samuel (în ebraică שמואל, transliterat: Shmuel) este un judecător evreu care apare în narațiunile Bibliei ebraice și joacă un rol esențial în tranziția de la epoca judecătorilor biblici la constituirea unui regat sub conducerea lui Saul și din nou în tranziția de la epoca lui Saul la epoca lui David. El este venerat ca profet de evrei, creștini și musulmani. Pe lângă textele ce îi sunt închinate în Scriptura iudaică, Samuel este menționat în Noul Testament, în literatura rabinică și în cel de-al doilea capitol al Coranului (deși aici nu i se menționează numele). Iosephus Flavius îl amintește în cărțile 5-7 ale lucrării Antichități iudaice, scrise în secolul I d.Hr. (AD). Samuel este mai întâi numit Văzătorul în 1 Samuel 9:9.

## Relatarea biblică

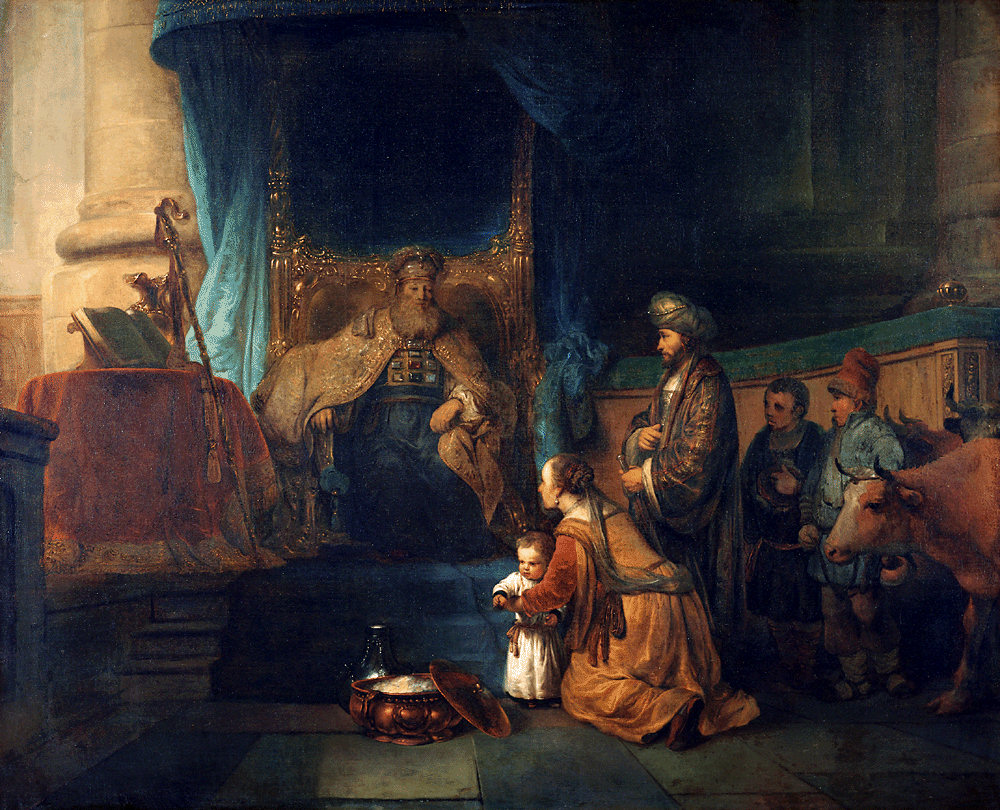
Gerbrand van den Eeckhout - Ana prezentându-l pe fiul ei, Samuel, preotului Eli (c. 1665)

### Familie
Tatăl lui Samuel era Elcana, iar mama lui se numea Ana. Elcana locuia în orașul Ramathaim din districtul Țof. Originea sa se găsește și într-un tabel genealogic al urmașilor lui Cahat (1 Paralipomena 6: 3-15) și în cel al lui Heman Ezrahitul, care a fost, se pare, nepotul său (1 Paralipomena 6: 18–33).
Conform tabelelor genealogice din Cartea întâi a Regilor, Elcana era levit, fapt care nu este menționat în cărțile biblice ale lui Samuel. Faptul că levitul Elcana a fost denumit efraimit este analog cu desemnarea unui levit ca aparținând seminției lui Iuda (ca, de exemplu, în Judecători 17: 7).
Conform Cărții întâi a Regilor 1: 1–28, Elcana avea două soții: Penina și Ana. Penina avea copii, iar Ana nu avea. Cu toate acestea, Elcana o iubea mai mult pe Ana. Geloasă, Penina i-a reproșat Anei că nu avea copii, provocându-i multă amărăciune. Relația dintre Penina și Ana amintește de cea dintre Hagar și Sara, femeile patriarhului biblic Avraam. Elcana era un om pios și își ducea periodic familia în pelerinaj la cetatea sfântă Șilo. Motivul părinților credincioși și fără copii precum Elcana și Ana reapare în povestea soților Zaharia și Elisabeta și a nașterii lui Ioan Botezătorul, ca și în povestea soților Ioachim și Ana și a nașterii Mariei, mama lui Isus.
Într-o ocazie, Ana a mers la sanctuar și s-a rugat lui Dumnezeu ca să aibă un copil. Plângând, ea a promis că, dacă va naște un copil, îl va da lui Dumnezeu ca nazirit. Marele preot Eli, care ședea pe scaun la ușa cortului Domnului din Șilo, a văzut-o murmurând fără a i se auzi glasul și a crezut că este beată, dar ea l-a asigurat că este doar o femeie întristată. Eli era marele preot din Șilo și unul dintre ultimii judecători israeliți înaintea epocii domniei regilor în Israelul antic. El își asumase funcția de conducător după moartea lui Samson. Eli a binecuvântat-o și ea s-a întors acasă. Ulterior, Ana a rămas însărcinată și l-a născut pe Samuel. Imnul exaltant de mulțumire al Anei seamănă din mai multe puncte de vedere cu imnul Magnificat al Mariei.
După ce copilul a fost înțărcat, ea l-a lăsat în grija lui Eli și a venit doar din când în când pentru a-și mai vedea fiul.

### Nume
Conform Cartea întâi a Regilor 1:20, Ana l-a numit Samuel pentru a-și comemora rugăciunea către Dumnezeu pentru un copil. „[Ea] i-a pus numele Samuel, căci își zicea ea: «De la Domnul Dumnezeul Savaot l-am cerut!»”. Rădăcina ebraică tradusă „cerut” este „sha'al”, un cuvânt menționat de șapte ori în 1 Samuel 1. Odată el este menționat chiar sub forma „sha'ul”, numele lui Saul în ebraică (1 Samuel 1:28).
Conform Holman Bible Dictionary, Samuel era un „nume de persoană care avea în Orientul Apropiat Antic sensul «Sumu este Dumnezeu”, dar era interpretat în Israel drept «Numele este Dumnezeu», «Dumnezeu este preamărit» sau «fiul lui Dumnezeu».”

### Chemarea
Samuel a slujit sub îndrumarea marelui preot Eli în sanctuarul din Șilo. Într-o noapte, Samuel a auzit o voce care îi striga numele. Potrivit istoricului evreu din secolul I Iosephus Flavius, Samuel avea aproximativ 11 ani. Samuel a presupus inițial că a fost chemat de Eli și s-a dus să-l întrebe ce vrea. Eli l-a trimis însă pe Samuel să se culce. După ce a avut loc de trei ori această chemare, Eli și-a dat seama că vocea este a Domnului și l-a învățat pe Samuel cum să răspundă:
Când Cel ce te cheamă te va mai chema, tu să zici: „Vorbește, Doamne, că robul Tău ascultă!”
Odată ce Samuel a răspuns, Domnul i-a spus că nelegiuirile săvârșite de fiii lui Eli a făcut ca familia lor să fie pedepsită prin nimicirea ei. Dimineața, Samuel a ezitat să transmită acest mesaj îndrumătorului său, dar Eli l-a rugat sincer să-i povestească ceea ce i-a spus Domnul. Auzind mesajul divin transmis lui Samuel, Eli a spus doar că Domnul este în drept să facă ceea ce crede de cuviință.
Acest eveniment a dovedit că Samuel „s-a învrednicit să fie prooroc al Domnului” și „tot Israelul, de la Dan până la Beer-Șeba” a aflat de chemarea sa profetică. Teologul anglican Donald Spence Jones comentează că „mințile tuturor oamenilor au fost astfel pregătite treptat atunci când a venit momentul potrivit pentru a-l recunoaște pe Samuel ca un conducător trimis de Dumnezeu”.

### Conducător

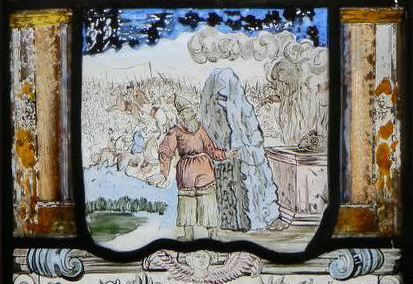
Samuel îi oferă lui Dumnezeu un sacrificiu și înalță o piatră mare pe locul de luptă, în timp ce, în spate, israeliții îi măcelăresc pe filisteni, așa cum este reprezentat pe un vitraliu din secolul al XVIII-lea (Palatul Pena, Portugalia)

În timpul tinereții lui Samuel la Șilo, filistenii i-au învins decisiv pe israeliți în Bătălia de la Eben-Ezer, au ocupat cetățile israeliților sub controlul filistenilor și au luat Chivotul Legământului. După ce a auzit vestea capturării Chivotului Legământului și a morții fiilor săi, Eli s-a prăbușit și a murit. Filistenii au fost timp de șapte luni în posesia Chivotului, dar, abătându-se asupra lor mai multe calamități și nenorociri, au decis să-l returneze israeliților.
Potrivit lui Bruce C. Birch, Samuel a fost o persoană cheie în menținerea vie a identității și moștenirii religioase a israeliților în timpul înfrângerii și ocupării Israelului de către filisteni. „S-ar putea să fi fost posibil și necesar ca Samuel să-și exercite autoritatea îndeplinind atribuții care, în mod normal, nu ar fi fost deținute de o singură persoană (preot, profet, judecător)”.
După 20 de ani de asuprire, Samuel, care a dobândit o importanță națională ca profet (1 Samuel 3:20), i-a adunat pe israeliți pe dealul Mițpa și i-a condus împotriva filistenilor. Filistenii, care au pornit cu armată către Mițpa pentru a ataca oastea israelită nou adunată, au fost învinși răsunător și au fugit înspăimântați. Israeliții i-au măcelărit pe filistenii aflați în retragere. Textul biblic afirmă apoi că Samuel a amplasat o piatră mare pe locul luptei ca monument memorial, iar ulterior a urmat o lungă perioadă de pace.

### Alegerea unui rege
Samuel i-a numit inițial pe cei doi fii ai săi, Ioil și Abia, ca succesori ai săi; cu toate acestea, la fel ca și fiii lui Eli, fiii lui Samuel nu s-au dovedit demni. Israeliții i-au respins. Din cauza amenințării externe a unor triburi străine precum filistenii, conducătorii triburilor au decis că este nevoie de un guvern central unificat și i-au cerut lui Samuel să numească un rege, pentru ca să fie asemenea celorlalte națiuni. Samuel a interpretat acest lucru ca pe o respingere personală și, la început, a ezitat să le îndeplinească voia până când a fost asigurat printr-o revelație divină. El a avertizat poporul cu privire la posibilele consecințe negative ale unei astfel de decizii. Când tânărul Saul și slujitorul său căutau asinele pierdute ale tatălui său și au ajuns în ținutul Țuf, slujitorul i-a sugerat lui Saul să îl consulte pe Samuel care trăia în cetatea aflată în apropiere. Samuel l-a recunoscut pe Saul ca viitorul rege.
Chiar înainte de a se retrage, Samuel a adunat neamurile israelite într-o adunare la Ghilgal și a ținut un discurs de rămas bun sau un discurs de încoronare în care a spus că profeții și judecătorii erau mai importanți decât regii, că regii trebuie să respecte voia lui Dumnezeu și că oamenii nu trebuie să cadă în închinarea la idol sau să se închine Așerei sau lui Baal. Samuel a promis că Dumnezeu va supune poporul israelit invadatorilor străini în cazul în care nu i se va supune. Acest lucru este văzut de unii ca o completare deuteronomică, deoarece descoperirile arheologice indică faptul că zeița Așerah a fost încă venerată în gospodăriile israelite până în secolul al VI-lea. Cu toate acestea, Cartea a treia a Regilor 11:5, 33 și Cartea a patra a Regilor 23:13 consemnează că israeliții au căzut mai târziu în închinarea la Așerah.

### Critic al lui Saul
Atunci când Saul se pregătea să lupte cu filistenii, Samuel l-a învinuit că a adus jertfă înainte de luptă, fără să aștepte sosirea proorocului, care întârzia. El a profețit că domnia lui Saul nu va dura și se va încheia fără o succesiune dinastică.
Samuel l-a îndrumat pe Saul să-i „distrugă complet” pe amaleciți în îndeplinirea poruncii din Deuteronomul 25:17–19:
Așadar, când Domnul Dumnezeul tău te va liniști de toți vrăjmașii tăi, din toate părțile, în pământul pe care Domnul Dumnezeul tău ți-l dă moștenire ca să-l stăpânești, să ștergi pomenirea lui Amalec de sub cer. Nu uita aceasta.
În timpul campaniei împotriva amaleciților, regele Saul l-a cruțat pe Agag, regele amaleciților, și pe cele mai bune dintre animalele lor. Saul i-a spus lui Samuel că a cruțat cele mai alese dintre oile și boii amaleciților cu intenția de a jertfi aceste animale Domnului. Acest lucru a încălcat porunca Domnului, așa cum a fost prezentată de Samuel: „Să nu iei pentru tine nimic de la ei, ci nimicește și dă blestemului toate câte are. Să nu-i cruți, ci să dai morții de la bărbat până la femeie, de la tânăr până la pruncul de sân, de la bou până la oaie, de la cămilă până la asin.” (1 Samuel 15:3). Samuel l-a învinuit pe Saul de neascultarea poruncilor divine și i-a spus că Dumnezeu l-a făcut rege și tot el îi poate lua regatul și să-l dea unui alt rege. Samuel a procedat apoi la executarea lui Agag. Saul nu l-a mai văzut niciodată pe Samuel în viață după aceste întâmplări.

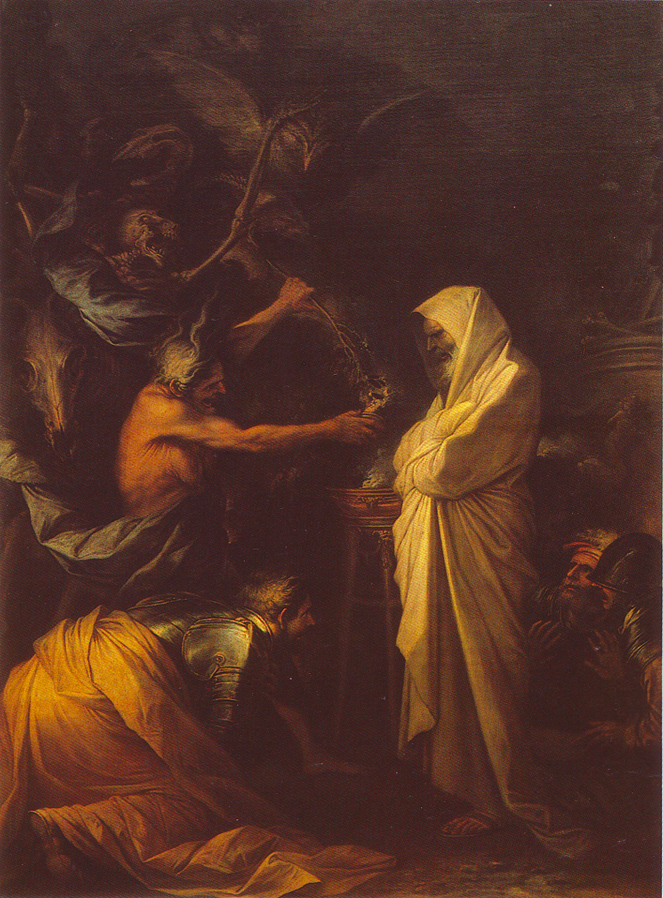
Aparitia duhului lui Samuel lui Saul, pictură de Salvator Rosa, 1668.

Samuel a mers apoi la Betleem și l-a uns în secret pe David ca rege. Ulterior, el avea să ofere adăpost lui David, atunci când invidiosul Saul a încercat pentru prima dată să-l omoare.

### Moartea

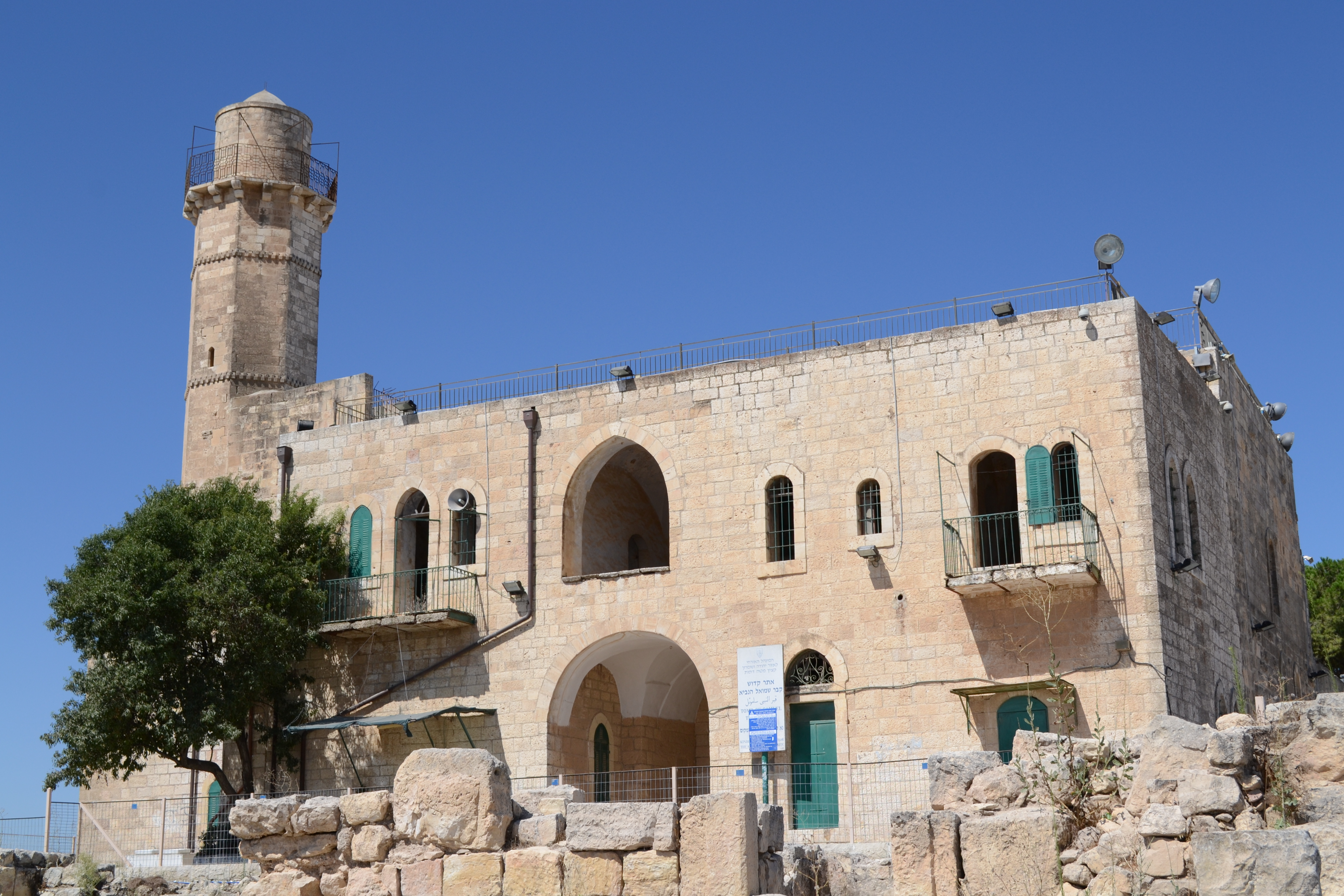
Mormântul, după tradiție, al profetului Samuel din satul palestinian Nabi Samwil

Scripturile biblice menționează că Samuel a fost înmormântat în orașul Rama. Conform tradiției, acest loc de înmormântare a fost identificat a fi mormântul lui Samuel din satul Nabi Samwil, aflat azi în Cisiordania.
La câtva timp după moartea sa, Saul a implorat o vrăjitoare din Endor să cheme duhul lui Samuel pentru a prezice rezultatul unei bătălii viitoare. Acest pasaj este atribuit de cercetătorii biblici sursei republicane. Sursele rabinice clasice menționează că Samuel s-a înspăimântat de pedeapsa hărăzită lui, așteptându-se să apară în fața judecății lui Dumnezeu și, prin urmare, l-a adus pe Moise cu el (în țara celor vii) ca martor al respctării mițvotului.

## Ipoteză documentară

### Profet național, văzător local
Unii autori consideră că biblicul Samuel cumulează atribuțiile a două roluri distincte:
- Un văzător, cu reședința la Rama și necunoscut, se pare, dincolo de vecinătatea imediată a orașului (Saul, de exemplu, nu auzise vorbindu-se de el, iar servitorul său l-a informat cu privire la existența sa). În acest rol, Samuel este asociat cu anumite grupuri de profeți extatici (Nevi'im) de la Gibeah, Bethel și Ghilgal, iar unii cercetători tradiționali au susținut că Samuel a fost fondatorul acestor grupuri. Samuel l-a uns în secret ca rege pe Saul, după ce l-a întâlnit pentru prima dată la Rama, unde Saul căuta măgarii pierduți de tatăl său, și a prânzit împreună cu el.
- Un profet, cu sediul la Șilo, care a mers cu o râvnă neobosită, din loc în loc, prin toată țara mustrându-i și îndemnându-i pe oameni la pocăință. În acest rol, Samuel a acționat ca judecător (biblic), sfătuind public poporul și oferind, de asemenea, sfaturi private anumitor persoane. Mai târziu, Samuel a delegat acest rol fiilor săi, cu sediul la Beer Șeva, dar aceștia primeau mită și judecau strâmb și astfel israeliții, care se confruntau cu invazia amoniților, i-au cerut lui Samuel să numească un rege. Samuel a făcut asta fără tragere de inimă și l-a uns pe Saul în fața întregului neam, care se adunase să-l vadă.

Cercetătorii care interpretează critic sursele biblice sugerează că aceste două roluri provin din surse diferite, care ulterior au fost reunite pentru a alcătui Cartea (cărțile) lui Samuel. Cea mai veche sursă este considerată a fi aceea care îl marchează pe Samuel drept vazătorul local al Ramah, care l-a uns de bunăvoie în secret pe Saul ca rege, în timp ce sursa mai nouă îl prezintă pe Samuel ca un conducător național, care l-a uns cu reticență pe Saul ca rege în fața unei adunări naționale. Această sursă ulterioară este cunoscută în general sub denumirea de „sursa republicană”, deoarece denigrează monarhia (în special acțiunile lui Saul) și îi favorizează pe conducătorii religioși, spre deosebire de cealaltă sursă principală - sursa monarhistă - care o prezintă într-un mod favorabil. Teoretic, dacă ar exista o sursă monarhistă, ar trebui ca Saul să fie numit rege prin aclamație publică, datorită victoriilor sale militare, și nu prin intervenția unui cleric ca Samuel. O altă diferență între surse este că sursa republicană îi prezintă pe profeții extatici ca fiind oarecum independenți de Samuel (1 Samuel 9: 1ff) și nu ca fiind conduși de el (Cartea întâi a Regilor 19:18ff).
Pasajul în care Samuel este descris exercitându-și funcția de judecător (biblic), în timpul unui circuit anual de la Rama la Betel, Ghilgal (Ghilgal între Ebal și Gherizim) și Mițpa și înapoi la Rama, este prefigurat de Debora, care obișnuia să-i judece pe fiii lui Israel sub un palmier aflat între Rama și Betel. Cercetătorii care interpretează critic sursele biblice consideră adesea că este o adăugire care vizează armonizarea celor două portretizări ale lui Samuel.
Cartea (cărțile) lui Samuel descriu diferit modul în care Samuel a adus jertfe în sanctuare și în care a construit și sfințit altare. Potrivit Codului Preoțesc/Codului Deuteronomic numai preoții aaronici/leviți (în funcție de tradiția urmată) aveau voie să efectueze aceste activități, iar rangul de nazarit sau de profet era insuficient. Cărțile Regilor conțin numeroase exemple în care această regulă nu a fost respectată de regi și profeți, dar unii cercetători critici ignoră acest aspect, căutând o armonizare a chestiunilor aflate în litigiu. În Cartea Cronicilor (Paralipomena), Samuel este descris ca levit, fiind rectificată astfel această situație; cu toate acestea, cercetătorii care interpretează critic sursele biblice consideră Cartea Cronicilor ca o încercare de a revizui Cărțile lui Samuel și Cărțile Regilor pentru a se conforma sensibilităților religioase ulterioare. Având în vedere că multe dintre codurile de legi biblice sunt considerate a fi ulterioare Cărților lui Samuel (potrivit Ipotezei documentare), acest lucru ar sugera că Cronicile își sprijină afirmația pe motivații religioase. Genealogia levitică din Cartea întâi Paralipomena 4:HE nu este istorică, potrivit majorității cercetătorilor biblici din perioada modernă.

### Deuteronomistul Samuel
Conform ipotezei documentare a privirii critice a surselor biblice, care postulează că „istoricii deuteronomiști” au redactat cărțile referitoare la foștii profeți (Cartea lui Iosua Navi, Cartea Judecătorilor, Cartea întâi a lui Samuel, Cartea a doua a lui Samuel, Cartea întâi a Regilor și Cartea a doua a Regilor), deuteronomiștii l-au idealizat pe Samuel ca o persoană mai mare decât predecesorul Iosua. De exemplu, tatăl lui Samuel, Elcana, este descris ca fiind originar din ținutul Țuf, mai precis din Ramataim-Țofim, care făcea parte din teritoriile tribale ale lui Efraim, în timp ce 1 Paralipomena afirmă că era levit. Samuel este prezentat ca un judecător care conduce armata israeliților, la fel ca judecătorii din Cartea Judecătorilor, și care exercită, de asemenea, sarcini judiciare. În 1 Samuel 12:6–17 un discurs al lui Samuel care îl înfățișează ca judecător trimis de Dumnezeu pentru a izbăvi Israelul ar putea să fi fost alcătuit de deuteronomiști. În 1 Samuel 9:6–20, Samuel este descris ca un „văzător” local. Potrivit cercetătorilor adepți ai ipotezei documentare, istoricii deuteronomiști au păstrat acest punct de vedere cu privire la Samuel, considerându-l în același timp ca fiind „primul dintre profeți care a afirmat eșecul israeliților de a-și respecta legământul cu Dumnezeu”. Pentru istoricii deuteronomiști, Samuel ar fi fost un succesor al lui Moise, care a exercitat în continuare funcțiile lui Moise de profet, judecător și preot, ceea ce face ca natura persoanei istorice Samuel să fie incertă.

## Perspective asupra lui Samuel

### Iudaism

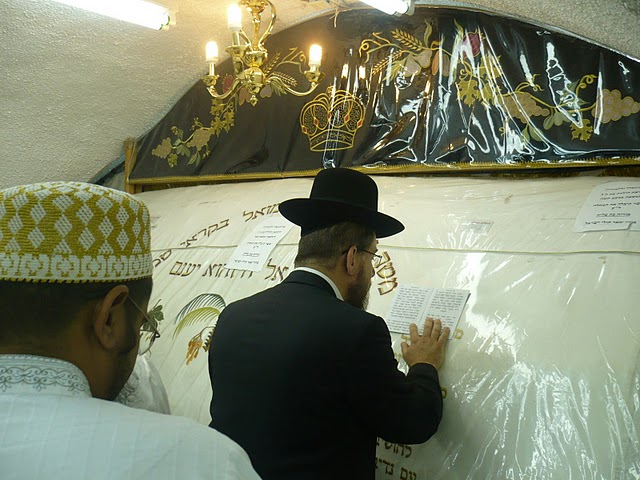
Mormântul lui Samuel

Potrivit Cărții lui Ieremia și a unuia dintre psalmi, Samuel a avut o mare evlavie față de Dumnezeu. Literatura rabinică clasică adaugă că el era mai mult decât un egal al lui Moise, deoarece Dumnezeu i-a vorbit direct cu Samuel, fără ca el să fie nevoit să meargă la tabernacol pentru a-l auzi pe Dumnezeu. Samuel este, de asemenea, descris de învățații rabini ca fiind extrem de inteligent; el a susținut că este legitim ca persoanele laice să aducă jertfe, în condițiile în care Halaha insista că doar preoții să aducă sângele (cf. Leviticul 1:5, Zebahim 32a). Se spune că Eli, care era privit cu dezaprobare de mulți învățați rabini clasici, ar fi reacționat la această argumentație a lui Samuel, afirmând că ea era adevărată din punct de vedere tehnic, dar că Samuel ar trebui să fie condamnat la moarte pentru că a făcut declarații juridice în timp ce învățătorul său, Eli, era prezent acolo.
Samuel este, de asemenea, prezentat de învățații rabinici clasici ca un personaj mult mai simpatic decât apare în pasajele din Biblie; efectuarea circuitului anual este explicată prin dorința sa de a-i cruța pe israeliți de efortul de a se deplasa ei. Se spune că Samuel era foarte bogat, luându-și familia și servitorii cu el pe circuit, astfel încât nu a fost nevoit să apeleze la ospitalitatea nimănui. De asemenea, atunci când Saul a căzut din grația lui Dumnezeu, se spune că Samuel s-a întristat mult și a îmbătrânit prematur.
Comemorarea sa (iarțait) are loc în ziua a 28-a a lunii Iyar.

### Creștinism
Creștinii consideră că Samuel a fost un profet, un judecător și un conducător înțelept al Israelului și îl cinstesc ca un exemplu al respectării angajamentelor față de Dumnezeu. În calendarul liturgic ortodox, precum și în calendarul luteran, ziua sărbătoririi sale este 20 august. El este prăznuit ca unul dintre Sfinții Protopărinți în Calendarul Sfinților Bisericii Apostolice Armene la 30 iulie. În Biserica Ortodoxă Coptă, prăznuirea plecării profetului Samuel este sărbătorită pe 9 Paoni.
Cercetătorul biblic Herbert Lockyer și alții au văzut în atribuțiile combinate de profet, preot și conducător ale lui Samuel o prefigurare a lui Cristos.

### Islam
Samuel (în arabă صموئيل, transliterat: Ṣamūʾīl) este considerat profet și văzător în credința islamică. Povestea coranică a lui Samuel se concentrează în mod special pe nașterea lui și pe ungerea lui Talut. Alte elemente ale acestei relatări sunt asemănătoare cu cele din poveștile coranice ale altor profeți ai lui Israel, deoarece exegeza pune accentul pe predicarea lui Samuel împotriva idolatriei. Nu i se spune pe nume în Coran, ci este menționat în schimb ca „profetul”.
În narațiunea islamică, după ieșirea din robia egipteană și moartea lui Moise, israeliții au vrut să aibă un rege care să guverneze țara lor. Astfel, Dumnezeu a trimis un profet, Samuel, pentru a-l unge pe Talut ca primul rege al israeliților. Cu toate acestea, israeliții l-au batjocorit și l-au disprețuit pe regele proaspăt numit, deoarece nu provenea dintr-o familie bogată. Dar, presupunând că Talut este Saul, în contrast puternic cu Biblia ebraică, Coranul îl laudă foarte mult pe Saul și menționează că el a fost înzestrat cu o mare putere fizică și spirituală. În relatarea coranică, Samuel profețește că, în timpul domniei lui Talut, Chivotul Legământului va fi returnat israeliților.

## Reprezentări artistice
Printre actorii care l-au reprezentat pe Samuel se numără Leonard Nimoy în filmul TV David (1997), Eamonn Walker în serialul TV Kings (2009) și Mohammad Bakri în serialul TV Of Kings and Profhets (2016).